# Мисс США 2015
Мисс США 2015 (англ. Miss USA 2015) — 64-й конкурс красоты Мисс США. Победительницей стала Оливия Джордан, представлявшая штат Оклахома. Проводилась 12 июля 2015 года в Батон-Руже штата Луизиана.
Конкурс красоты транслировался по телеканалу Reelz, после того, как владелец «Мисс Вселенная» — Дональд Трамп высказался касательно мексиканских иммигрантов во время своего президентской кампании выдвинутый от Республиканской партии США на пост Президент США 16 июня 2015 года в городе Нью-Йорк и транслируемый по телеканалу NBC, который транслировал конкурс с 2003 года. Правообладатели на трансляцию — Univision Communications и Televisa прекратили отношения с организаторами и лично с Трампом Его высказывание повлияло на то, что многие из первоначально заявленных ведущих, судей и музыкальных исполнителей вышли из зала в знак протеста По случаю данного высказывания, в социальной сети Twitter на странице «Мисс США» было сгенерировало 2.42 миллионов уникальных посетителей, согласно данным «Nielsen Social», заняв первое место среди среди развлекательных сериалов и программ до конца недели. Корреспондент Алекс Верли, бывшая победительница «Мисс Висконсин 2009», была приглашена ведущей на конкурс красоты с ведущим игровых шоу Тоддом Ньютоном, после замены других ведущих Шерил Берк, участницы «Танцы со звёздами» и ведущий телеканала MSNBC — Томас Робертс
Это был единственный раз, когда конкурс красоты транслировался по телеканалу «Reelz» и последний раз, когда Дональд Трамп являлся владельцем.

## За кулисье

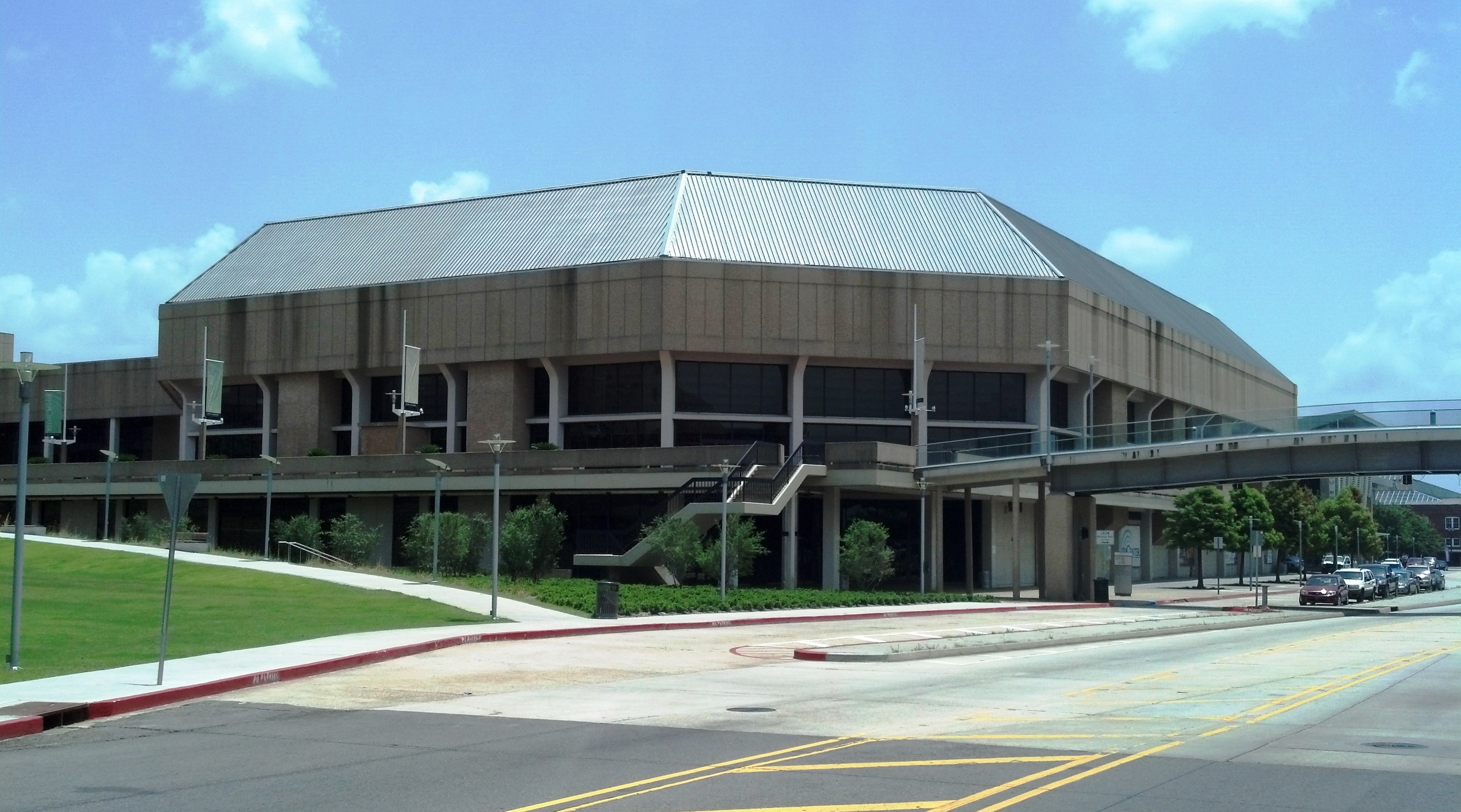
в Батон-Руж, место проведения конкурса «Мисс США».

### Выбор участниц
Участницы со всех штатов США и Округ Колумбия выбирались с июля 2014 по январь 2015 года. Первым штатом, где был проведён местный конкурс красоты стала Флорида, проводился 12 июля 2014 года. Последним штатом стал Нью-Гэмпшир и Нью-Йорк, оба конкурса были проведены 18 января 2015 года. Девять участниц участвовали в другом национальном конкурсе красоты Юная мисс США. Две из них Мисс Америка и Мисс мира Америка, которые участвовали в Мисс мира 2013.

## Результаты
| Финальный результат | Участницы |
| ------------------- | --- |
| Мисс США 2015       | - Оклахома — Оливия Джордан |
| 1 Вице-Мисс         | - Техас — Илианна Герра |
| 2 Вице-Мисс         | - Род-Айленд — Анеа Гарсия |
| 3 Вице-Мисс         | - Невада — Бриттани MакГауан |
| 4 Вице-Мисс         | - Мэриленд — Mамей Аджей |
| Топ 11              | - Алабама — Mэдисон Гатри - Гавайи — Эмма Во - Делавэр — Рене Булл - Кентукки — Kэти Джогдж § - Луизиана — Кэндис Беннатт - Мичиган — Рашонтей Вавжиняк |
| Топ 15              | - Аризона — Маурин Монтень - Виргиния — Лаура Пулео - Иллинойс — Рене Врунецки - Нью-Йорк — Татиана Диас                                                |

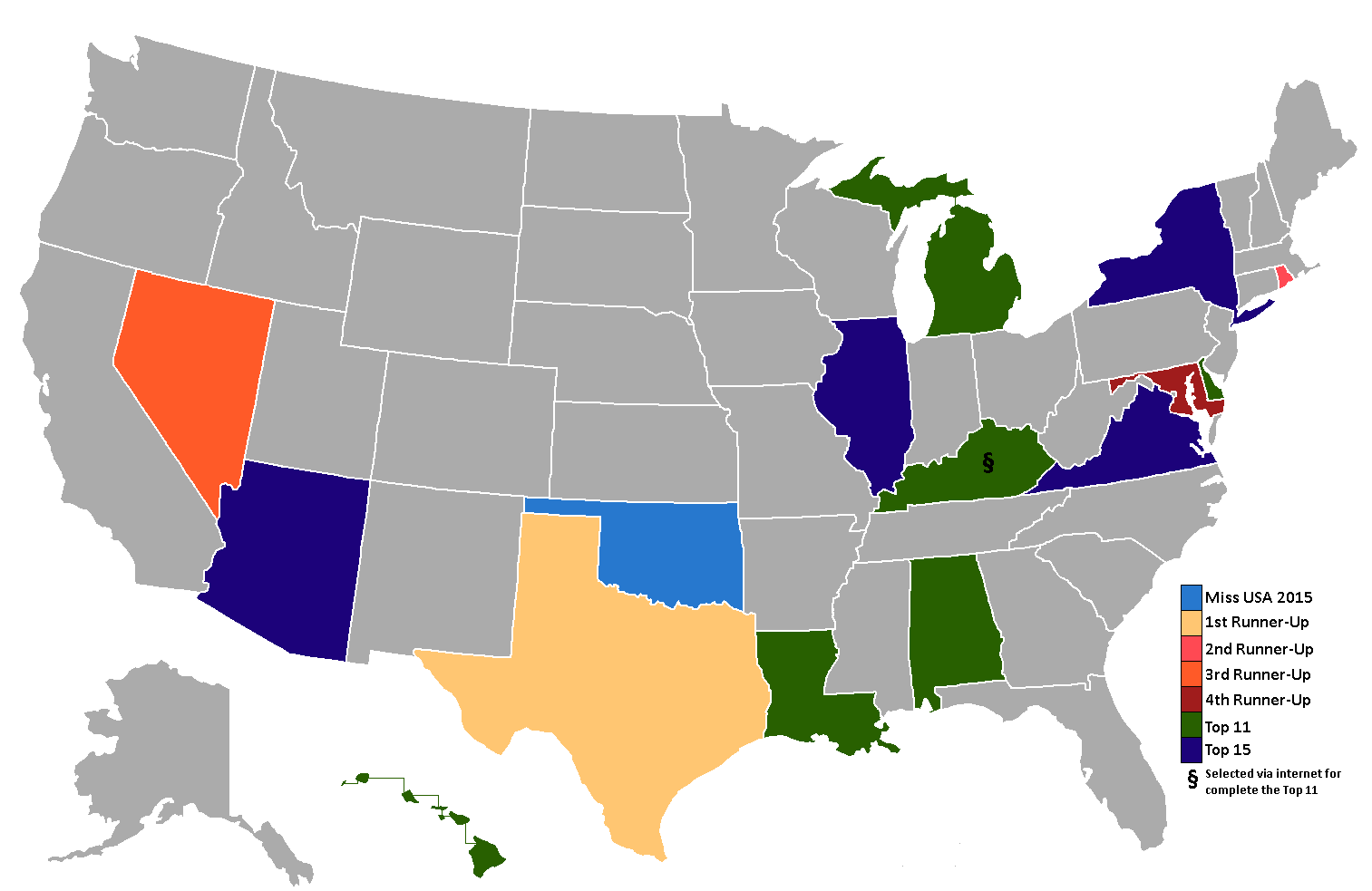
Результаты по штатам

§ Выбор зрителей, чтобы конкурировать в Топ 11

### Специальные награды
| Награда              | Участница                                       |
| -------------------- | ----------------------------------------------- |
| Мисс Конгениальность | - Аляска — Кимберли Агрон - Делавэр — Рене Булл |
| Мисс Фотогеничность  | - Индиана — Гретчен Рис                         |

### Порядок объявлений
| 1. Техас 2. Мэриленд 3. Аризона 4. Мичиган 5. Виргиния 6. Род-Айленд 7. Кентукки 8. Гавайи 9. Нью-Йорк 10. Иллинойс 11. Невада 12. Оклахома 13. Делавэр 14. Луизиана 15. Алабама | 1. Невада 2. Гавайи 3. Род-Айленд 4. Мэриленд 5. Алабама 6. Луизиана 7. Мичиган 8. Оклахома 9. Делавэр 10. Техас 11. Кентукки | 1. Оклахома 2. Техас 3. Род-Айленд 4. Мэриленд 5. Невада |  |

## Конкурс

### Предварительный тур
Перед трансляцией финала, конкурсантки приняли участие в предварительном туре, в котором были интервью и презентационное шоу, а именно выход в купальных костюмах и вечерних платьях. Проводился 10 июля 2015 года с официальной трансляцией на YouTube канале. Ведущими вечера стали Ник Теплитц и Ния Санчес.

#### Судьи
- Элисон Тауб
- Б. Дж. Коулман
- Дауриус Баптист
- Фред Нельсон
- Дженнифер Палпаллаток
- Лори Лунг
- Маурен Сторто

### Финал
Конкурс вернулся к формату Топ 15, как это было в 2013 году. Во время финального выхода пятнадцать участниц выходили в купальниках, одиннадцать участниц в вечерних платьях, оставшиеся пять давали интервью.

#### Судьи
- Тара Коннер — победительница «Мисс США 2006»[8]
- Рима Факих — победительница Мисс США 2010[8]
- Кристл Стюарт — победительница Мисс США 2008[8]
- Нана Меривезер — победительница Мисс США 2012[8]
- Кимберли Пресслер — победительница Мисс США 1999[8]
- Даниэль Доути — победительница Юная мисс США 2011[8]
- Лейла Лопес — победительница Мисс Вселенная 2011[8]
- Брук Махеалани Ли — победительница Мисс Вселенная 1997[8]
- Мишель МакЛин — победительница Мисс Вселенная 1992[8]

## Участницы
Участницы Мисс США по штатам, которые были выбраны на сегодняшний день:
| Штат                       | Имя                 | Возраст | Рост | Родной город      | Место         | Примечания |
| -------------------------- | ------------------- | ------- | ---- | ----------------- | ------------- | --- |
| Алабама                    | Мэдисон Гатри       | 19      | 175  | Гувер             | Топ 11        | |
| Аляска                     | Кимберли Агрон      | 20      | 163  | Анкоридж          |               | В прошлом «Юная мисс Аляска 2013» |
| Аризона                    | Маурин Монтень      | 21      | 170  | Чандлер           | Топ 15        | В прошлом 1-я вице-мисс «Mutya ng Pilipinas 2013» Позже стала 1-й вице-мисс «Miss World America 2017» Позже присоединилась к «Мисс мира Филиппины 2018» и стала «Miss Eco Philippines 2018» Позже стала 1-й вице-мисс на «Miss Eco International 2018». В 2021 году приняла участие в национальном конкурсе красоты Мисс Филиппины, где удостоилась титула Мисс Филиппины Земной Шар. Позже одержала победу на международном конкурсе красоты Мисс Земной Шар 2021 в Албании. |
| Арканзас                   | Леа Блефко          | 20      | 180  | Фейетвилл         |               | |
| Калифорния                 | Наташа Мартинес     | 23      | 170  | Чино-Хилс         |               | |
| Колорадо                   | Талья Поли          | 26      | 173  | Денвер            |               | |
| Коннектикут                | Эшли Голембиевски   | 20      | 175  | Берлин            |               | |
| Делавэр                    | Рене Булл           | 21      | 175  | Мидлтаун          | Топ 11        | |
| Вашингтон (округ Колумбия) | Лиззи Олсен         | 26      | 178  | Вашингтон         |               | |
| Флорида                    | Эшли Лолли          | 23      | 170  | Гранд-Ридж        |               | |
| Джорджия                   | Брук Флетчер        | 22      | 168  | Пичтри-Сити       |               | В прошлом «Юная мисс Джорджия 2009» |
| Гавайи                     | Эмма Во             | 24      | 173  | Гонолулу          | Топ 11        | В прошлом «Юная мисс Гавайи 2008» |
| Айдахо                     | Клейра Холлингсворт | 22      | 168  | Престон           |               | В прошлом «Юная мисс Айдахо 2011» |
| Иллинойс                   | Рене Врунецки       | 22      | 178  | Бербанк           | Топ 15        | |
| Индиана                    | Гретчен Рис         | 23      | 173  | Норт-Вернон       |               | |
| Айова                      | Тейлор Ивен         | 21      | 168  | Джесуп            |               | |
| Канзас                     | Алексис Рейлсбэк    | 19      | 165  | Шони              |               | |
| Кентукки                   | Kэти Джогдж         | 21      | 178  | Луисвилл          | Топ 11        | Победительница зрительского голосования |
| Луизиана                   | Кэндис Беннатт      | 24      | 168  | Новый Орлеан      | Топ 11        | В прошлом «Мисс Нью-Мексико 2012» |
| Мэн                        | Хетер Элвелл        | 26      | 178  | Уэст-Бат          |               | |
| Мэриленд                   | Mамей Аджей         | 23      | 175  | Силвер-Спринг     | 4-я Вице-мисс | 1-я Вице-мисс 22 сезона телевизионного реалити-шоу «Топ-модель по-американски» |
| Массачусетс                | Поликсени Манджари  | 24      | 170  | Бостон            |               | |
| Мичиган                    | Рашонтей Вавжиняк   | 24      | 170  | Детройт           | Топ 11        | |
| Миннесота                  | Джессика Шу         | 23      | 173  | Прайор-Лейк       |               | |
| Миссисипи                  | Кортни Берд         | 20      | 170  | Оксфорд           |               | |
| Миссури                    | Ребекка Данн        | 24      | 175  | Колумбия          |               | |
| Монтана                    | Тани Пеппенджер     | 26      | 168  | Грейт-Фолс        |               | |
| Небраска                   | Хуан-Ким Кунг       | 19      | 175  | Гранд-Айленд      |               | |
| Невада                     | Бриттани MакГауан   | 25      | 173  | Спринг-Вэлли      | 3-я Вице-мисс | |
| Нью-Гэмпшир                | Саманта Пуарье      | 23      | 168  | Довер             |               | |
| Нью-Джерси                 | Ванесса Ориоло      | 21      | 180  | Колтс-Нэк Тауншип |               | |
| Нью-Мексико                | Алексис Дюпрей      | 23      | 173  | Аламогордо        |               | В прошлом «Юная мисс Нью-Мексико 2009» В прошлом «Мисс Нью-Мексико 2013» |
| Нью-Йорк                   | Татиана Диас        | 22      | 165  | Бейсайд           |               | В прошлом «Юная мисс Нью-Йорк 2010» |
| Северная Каролина          | Джулия Далтон       | 23      | 170  | Уилмингтон        |               | В прошлом «Юная мисс Северная Каролина 2008» Сестра победительницы «Мисс США 2009» Кристен Далтон Дочь «Мисс Северная Каролина 1982» Джинни Богер |
| Северная Дакота            | Молли Кеттрлинг     | 20      | 178  | Элгин             |               | |
| Огайо                      | Сара Ньюкирк        | 25      | 180  | Колумбус          |               | |
| Оклахома                   | Оливия Джордан      | 26      | 175  | Талса             | Мисс США 2015 | В прошлом «Мисс мира Америка 2013» |
| Орегон                     | Бриджет Уильмс      | 22      | 173  | Кэнби             |               | |
| Пенсильвания               | Элизабет Кардильо   | 24      | 173  | Питтсбург         |               | |
| Род-Айленд                 | Анеа Гарсия         | 19      | 183  | Кранстон          | 2-я Вице-мисс | Позже «Miss Grand International 2015» и была лишена титула |
| Южная Каролина             | Сара Вайсхун        | 23      | 173  | Гус-Крик          |               | |
| Южная Дакота               | Лекси Шенк          | 21      | 168  | Айрин             |               | В прошлом «Юная мисс Южная Дакота 2011» |
| Теннесси                   | Киара Янг           | 23      | 180  | Нашвилл           |               | |
| Техас                      | Илианна Герра       | 21      | 173  | Мак-Аллен         | 1-я Вице-мисс | |
| Юта                        | Николь Пауэлл       | 20      | 178  | Солт-Лейк-Сити    |               | Сестра «Мисс Юта 2013» Мариссы Пауэлл |
| Вермонт                    | Джеки Крофт         | 23      | 173  | Уинуски           |               | |
| Виргиния                   | Лаура Пулео         | 24      | 175  | Лексингтон        | Топ 15        | Сестра «Мисс Северная Каролина 2004» Эшли Палео |
| Вашингтон                  | Маккензи Новелл     | 23      | 170  | Спокан            |               | |
| Западная Виргиния          | Андреа Мусино       | 23      | 175  | Моргантаун        |               | |
| Висконсин                  | Хейли Лондри        | 21      | 175  | Лейк-Милс         |               | |
| Вайоминг                   | Кэролайн Скотт      | 22      | 170  | Шайенн            |               | В прошлом «Юная мисс Вайоминг 2010» |

## Скандал
25 июня 2015 года, президент и руководитель Univision Communications — Рэнди Фалко объявил, что компания желает расторгнуть контракт на трансляцию «Мисс США» на испанском языке (конкурс красоты был включён в программу трансляций телеканала UniMás) и разорвать деловые связи с совладельцем «Мисс Вселенная» Дональдом Трампом. Причиной тому послужило высказывание последнего в сторону мексиканских иммигрантов, которое было сказано 16 июня во время президентской кампании выдвинутый от Республиканской партии на пост Президента США, в котором он назвал нелегальных мексиканцев, иммигрирующие в США, которые несут в американское общество наркотики и преступность, насильников и наркодилеров. И заявил о строительстве стены вдоль государственной границы между США и Мексикой. Чилийский актёр Кристиан де ла Фуэнте и пуэрто-риканская актриса Розалин Санчес, сообщили, что отказались от ведения трансляции на испанском языке из-за оскорбительного комментария Трампа. Колумбийский певец с стиле реггетон, Джей Бальвин, выступление которого планировалось на американском телевидении, также объявил, что не будет участвовать в мероприятии. Победительница международного конкурса Мисс Вселенная 2006 — Сулейка Ривера из Пуэрто-Рико, которая должна была быть в составе жюри, сообщила, что не примет участие в судействе.
В заявлении телекоммуникационной компании «Univision» относительно своего решения, Фалко процитировал, что рассмотрение взглядов вещания в Латиноамериканской вещательной аудитории и корпоративной базы сотрудников, что «[Univision] непосредственно видит трудовую этику, любовь к семье, сильные религиозные ценности и важную роль мексиканских иммигрантов и мексиканских американцев, которые участвовали и будут участвовать в построении нашей страны». После решения компании, адвокат Трампа заявил, что решительно рассматривает возможность возбуждения судебного иска против «Univision Communications» за отказ трансляции «Мисс США», утверждая, что это является нарушение условий пятилетней трансляции и нарушение соглашения о совместном производстве конкурсов «Мисс США» и «Мисс Вселенная», которые «Univision» подписала с «Miss Universe Organization» пятью месяцами ранее. Трамп в свою очередь обвинил правительство Мексики в «оказании давления на „Univision“ с целью разорвать действующий контракт с „Miss Universe Organization“» из-за его ранее высказывания.
«Univision» отметила, что, несмотря на решение развлекательного подразделения прекратить свои деловые отношения с «Miss Universe Organization», новостной отдел и собственная и управляемая станция продолжат освещать действия Трампа и всех других кандидатов в президенты во время президентской кампании 2016 года, «чтобы аудитория имела доступ ко всем точкам зрения». 26 июня, Трамп уведомил Фалко, что сотрудникам «Univision» будет запрещено находится на территорий или иметь членство Trump National Doral Miami, которое находится рядом со штаб-квартирой телекоммуникационной компании в городе Дорал, штат Флорида. В тот же день, на своей личной странице в социальной сети Instagram, Трамп опубликовал личную переписку с ведущим «Univision» Хорхе Рамосом, содержащий личный рабочий мобильный номер последнего, который не был затёрт, с просьбой об интервью с Трампом.
29 июня, американская масс-медийная компания NBCUniversal, которая владеет 50 % акциями «Мисс Вселенная», подтвердила, что прекращает деловые связи с Трампом, объяснив в заявлений, что «уважение и достоинство всех людей являются краеугольными камнями наших ценностей» и больше не будет транслировать такие конкурсы красоты, как «Мисс США» и «Мисс Вселенная» («Юная мисс США» не транслировался по телевидению с 2007 года, поскольку шоу не включалось в возобновляемый телевизионный контракт NBC с «Miss Universe Organization» по неизвестным причинам. Трамп был снят с должности ведущего реалити-шоу «Звёздный ученик», NBC продолжило показ в эфире эпизодов, поскольку United Artists владеет правами на шоу). Мексиканский медиа конгломерат Televisa объявила, что разрывает связи с Трампом и завершит свой телевизионный контракт с «Miss Universe Organization». В интервью от 29 июня в газете Kansas City Star, Алексис Рейлсбэк, победительница «Мисс Канзас 2015», мексикано-американского происхождения, сказала, что была «действительно разочарована и несправедливо, что конкурс „Мисс США“ принимает на себя удар от слов Дональда Трампа». Отметив, что «Miss Universe Organization» является самостоятельной организацией и повторила, что Трамп «не является организатором конкурсов, [и] не руководит всем, что происходит» и последствия, вызванные замечаниями не «связаны с конкурсом, кроме факта, что он является совладельцем». После принятия решения, некоторые участницы конкурса и сторонники конкурса поддержали петицию на онлайн-платформе Change.org и использовали хештег #SavetheSash в социальных сетях и на видео опубликованное на официальной странице конкурса в Facebook, призывая телеканал NBC пересмотреть своё решение и не показывать конкурс красоты в эфире.
30 июня тележурналист Томас Робертс (работает ведущим в MSNBC, принадлежащий NBCUniversal) и Шерил Берк отказались от проведения конкурса. После сообщений о том, что вещатели Ustream и Xbox Live «Юной мисс США», а также Netflix заинтересовались правами на трансляцию, позже, «Miss Universe Organization» подтвердило, что 30 июня официально будет транслироваться на сайте «Мисс США».
После слов, что он может обратиться в суд, «Univision» и «NBCUniversal», Трамп и «Miss Universe Organization» 30 июня подали иск о нарушении контракта и о клевете против «Univision Communications» в Верховный суд Нью-Йорка, требуя возмещения убытков сумма в более 500 миллионов долларов. «Univision» отреагировала на иск в сообщении, назвав её «ложной и юридически нелепой» и что «будет не только энергичная защита дела, но и продолжим борьбу против мистера Трампа от унизительных комментариев, которые он высказал 16 июня о нелегальных иммигрантов из Мексики». 30 июня голландско-суринамская певица Натали Ла Роуз объявила, что отказалась от выступления на конкурсе. 1 июля покинули состав жюри, в след за Ла Роуз, Эммит Смит, Джонатан Скотт, Крейг Уэйн Бойд и Флоу Райда. Джинни Маи первоначально объявила, что будет в качестве соведущей, заявив, что «не оправдываю действия мистера Трампа […] Я не могу оставить этих женщин, пока они нуждаются в нашей помощи, как никогда», ссылаясь на миссию «Miss Universe Organization», где сказано «объединить женщин со всего мира и отметить разные культуры». 6 июля 2015 года, было анонсировано, что она отказалась от роли соведущей. Все они, включая Сулейка Ривера, победительница Мисс Вселенная 2006, заинтересованы в участии международном конкурсе красоты Мисс Земля
2 июля, «Miss Universe Organization» достигла соглашения с телеканалом «Reelz» на трансляцию конкурса красоты. В заявлении, Стэнли Хаббард, руководитель родительской компании Hubbard Broadcasting телеканала «Reelz», сказал «[Мы], как одна из нескольких независимых кабельных сетей, решили проявить голос и показать этот конкурс американским зрителям во всём мире». Даже с заявлением нового вещателя, интернет-трансляция конкурса была доступна на сайте «Мисс США» (можно было также смотреть на смартфонах, планшетах и игровых консолях, через YouTube). У зрителей, у кого отсутствовал телеканал «Reelz» (например у Cox Communications) или потому, что они не сделали подписку на телеканал Телеканал «This TV» филиал «KBTR-CD» транслировал конкурс с телеканала «Reelz».